# Lemierres syndrom
Lemierres syndrom, den glömda sjukan (eller Lemierres sjukdom, även känd som postanginal sepsis och mänsklig nekrobacillos) är en form av tromboflebit som oftast orsakas av bakterien Fusobacterium necrophorum, ibland även av medlemmar ur släktet Fusobacterium (F. nucleatum, F. mortiferum and F. varium osv.) och det drabbar oftast fullt friska unga vuxna.
Lemierres syndrom utvecklas oftast efter halsont då en bakterie ur streptokocksläktet har skapat en  peritonsillar böld, en ficka med varbildning och bakterier nära tonsillerna. Djupt inne i bölden kan anaeroba bakterier (bakterier som inte behöver syre) sprida sig. Bakterien tar sig från bölden till den närliggande halsvenen (jugularis) i nacken där den bildar en infekterad klump (trombos). Bakterien skickas genom kroppen via blodomloppet. Delar av den infekterade klumpen lossnar och tar sig till lungorna som emboli, blockerar grenar av lungartären och bär med sig deoxygenerat blod från hjärtat till lungorna. Detta orsakar andningssvårigheter, bröstsmärtor och svår lunginflammation.

## Tecken och symptom
Symptomen varierar, det börjar oftast med halsont, feber och allmän svaghet. Följden av detta är extrem trötthet, mycket hög feber, stelhet, svullna cervikala lymfkörtlar och en svullen, öm och smärtsam nacke. Ofta uppstår även buksmärtor, diarré och kraftigt illamående under denna fas. Dessa symptom inträffar oftast några dagar till 2 veckor efter de första symptomen.
Symptom som kopplas till lungorna kan vara andnöd, hosta och smärtsam andning. Mindre vanligt är blodstörtning. Smärtsamma och inflammerade leder (artralgi eller artrit) förekommer om lederna är inblandade. 
Septisk chock kan förekomma och märks i form av hypotoni, takykardi, oliguri och takypné. I vissa fall med hjärnhinneinflammation kan nackstelhet, huvudvärk och fotofobi förekomma.
Hepatomegali och splenomegali (förstorad lever och mjälte) kan upptäckas, men är inte alltid kopplat till lever- eller mjältbölder. 
Andra tecken och symptom som kan förekomma: 
- Huvudvärk (inte släkt med Meningit)
- Smärta i muskler
- Gulsot
- Trismus
- Krepitationer (klickande, skramlande, eller sprakande ljud över lungorna)
- Perikardit (ovanligt)
- Horners syndrom eller hjärnnervsförlamning

## Orsaker
Fusobacterium necrophorum är det orsakande ämnet hos dem som drabbas av Lemierres syndrom. Ändå är det bara 1 av 400 fall av Fusobacterium necrophorum som resulterar i Lemierres syndrom. 81 % av fallen med Lemierres syndrom har varit infekterade med Fusobacterium necrophorum medan 11 % orsakades av Fusobacteriumrelaterade arter. MRSA kan också vara en orsak till Lemierres syndrom.
Det hör till ovanligheten att Lemierre skulle orsakas av gram-negativa bakterier, vilket inkluderar Bacteroides fragilis (piperacillin) och Bacteroides melaninogenicus, Peptostreptococcus spp., Streptococcus microaerophile (streptokocker), Staphylococcus aureus (stafylokocker) och Eikenella corrodens.

## Patofysiologi
Lemierres syndrom inleds med en infektion i huvud- och nackområdet. Vanligtvis är infektionen en Faryngit (svaljinflammation) (vilket inträffade 87,1 % av patienterna som rapporterats av en litteraturstudie), men det kan också inledas av Otitis (öroninflammation), Mastoidit (infektion i kraniet bakom örat), Sinusit (bihåleinflammation) eller Parotit (påssjuka). 
Under den ursprungliga infektionen tar F necrophorum över infektionsplatsen och infektionen sprids till det tvärgående svalgets utrymme. Bakterien tränger sedan in i blodkärl där den kan spridas till Platysma (jugularisvenen). I venen orsakar bakterien en Trombos (blodpropp) som innehåller dessa bakterier. Dessutom blir inre halsvenen inflammerad. 